# لولمان (فومن)
لولمان، روستایی از توابع بخش مرکزی شهرستان فومن در استان گیلان ایران است.

## جمعیت
این روستا در دهستان لولمان قرار دارد و براساس سرشماری مرکز آمار ایران در سال ۱۳۸۵، جمعیت آن ۵۵۱ نفر (۱۵۱خانوار) بوده‌است.
از جمله خانواده های فلاح _ ابراهیمی _ علیپور و......
قدیمی های روستای لولمان هستند 